# Charles-Albert Costa de Beauregard
Pour les articles homonymes, voir Famille Costa de Beauregard, Costa et Beauregard.
Charles-Albert Costa de Beauregard, né à La Motte-Servolex (duché de Savoie) le 24 mai 1835 et mort à Paris le 15 février 1909, est un historien et homme politique savoyard et français, député de la Savoie (Législature 1871-1876) et membre de l'Académie française (1896-1909) et président de l'Académie des sciences, belles-lettres et arts de Savoie (1887-1889).

## Biographie

### Origines
Charles-Albert Marie Charles Albert Costa de Beauregard naît le 24 mai 1835 à La Motte-Servolex,. Il est le fils de Pantaléon Costa de Beauregard et de Marthe Augustine de Saint-Georges de Vérac,.
Il est ainsi l'arrière-petit-fils de Joseph Henri Costa de Beauregard et le filleul de Charles-Albert de Sardaigne.

### Carrière

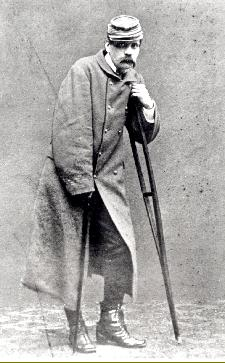
Costa de Beauregard blessé à la bataille de Bethoncourt en 1871.

Il participe à la guerre franco-prussienne en tant que commandant du 1er bataillon des mobiles de la Savoie, et il est blessé et fait prisonnier lors de la bataille de la Lizaine à Bethoncourt en janvier 1871.
Conservateur monarchiste et catholique, il est élu député de la Savoie en 1871. Il se retire de la politique pour se consacrer à l'histoire de sa famille, de la Savoie et de la monarchie.
Il est membre effectif de l'Académie des sciences, belles-lettres et arts de Savoie depuis le 9 mars 1865, et président de 1887 à 1889. Il est élu membre de l'Académie française le 23 janvier 1896, en même temps qu'Anatole France.
En 1889/1890, il se rend acquéreur, auprès de M. Noblet, de l'île de Port-Cros, s'y installe à la bastide du Manoir et invite ses amis "à venir chasser et, pour les lettrés, à écrire"[réf. nécessaire]. Il délaisse de cette façon son domaine qu'il possède à La Motte-Servolex.
Ses ouvrages les plus importants sont une trilogie sur le roi Charles-Albert de Savoie et les Mémoires historiques sur la maison royale de Savoie où il achève l'œuvre entreprise par son arrière-grand-père en 1816.

## Ouvrages
- Un homme d'autrefois, souvenirs recueillis par son arrière-petit-fils (1878). Biographie de son grand-oncle qui vivait au château du Villard, avant la Révolution française[6]. Texte en ligne
- Mémoires historiques sur la maison royale de Savoie et sur les pays soumis à sa domination, depuis le commencement du XIe siècle jusqu'à l'année 1800 (1888). Il complète les trois premiers tomes de son arrière-grand-père de notes et d'un quatrième tome.
- Un héritier présomptif. La jeunesse du roi Charles-Albert (1888)
- Prologue d'un règne. La jeunesse du roi Charles-Albert (1889)
- Épilogue d'un règne. Milan, Novare et Oporto. Les dernières années du roi Charles-Albert (1890)
- Le Roman d'un royaliste sous la Révolution. Souvenirs du Comte de Virieu (1892)
- Prédestinée (1896)
- Émigration, souvenirs tirés des papiers du Cte A. de La Ferronnays (1777-1814) (1900)
- Courtes Pages (1902)
- Liberté, égalité, fraternité (1904)
- Amours de sainte : Mme Loyse de Savoye, récit du XVe siècle (1907)
- Pages d'histoire et de guerre (1909)
- Il en est de l'amour, poésie mise en musique par Albéniz

## Distinction
Charles-Albert Costa de Beauregard a reçu la distinction suivante :
 Chevalier de la Légion d'honneur